# Роберт Любсен
Роберт Любсен (нім. Robert Lübsen; 30 вересня 1916, Норденгам — 1 травня 1944, Норвезьке море) — німецький офіцер-підводник, капітан-лейтенант крігсмаріне.

## Біографія
3 квітня 1937 року вступив на флот. З червня 1940 року служив у флотилії оборони гавані Бергена. В січні-червні 1942 року пройшов курс підводника. В червні-жовтні — 1-й вахтовий офіцер на підводному човні U-98. В жовтні-листопаді пройшов курс командира човна. З 21 грудня 1942 року — командир U-277, на якому здійснив 6 походів (разом 183 дні в морі). 1 травня 1944 року U-277 був потоплений в Норвезькому морі південно-західніше Ведмежого острова (73°24′ пн. ш. 15°32′ сх. д.) глибинними бомбами бомбардувальника «Свордфіш» з британського ескортного авіаносця «Фенсер». Всі 50 членів екіпажу загинули.

## Звання
- Кандидат в офіцери (3 квітня 1937)
- Морський кадет (21 вересня 1937)
- Фенріх-цур-зее (1 травня 1938)
- Оберфенріх-цур-зее (1 липня 1939)
- Лейтенант-цур-зее (1 серпня 1939)
- Оберлейтенант-цур-зее (1 вересня 1941)
- Капітан-лейтенант (1 січня 1944)